# West Jefferson (Ohio)
Pour les articles homonymes, voir West Jefferson.
West Jefferson est un village américain situé dans le comté de Madison, dans l'Ohio. Selon le recensement de 2010, sa population est de 4 222 habitants.